# Nornština
Nornština patří do indoevropské jazykové rodiny, řadí se k jazykům západní větve severogermánských jazyků. Jazyk byl rozšířen na Orknejích a Shetlandách u severního pobřeží Skotska. Poté, kdy Norsko předalo ostrovy Skotsku v 15. století, začal být jazyk vytlačován.

## Příklady

### Číslovky
| Nornsky | Česky |
| en      | jedna |
| twa     | dva   |
| trir    | tři   |
| fyre    | čtyři |
| fjom    | pět   |
| siks    | šest  |
| sju     | sedm  |
| atta    | osm   |
| ni      | devět |
| ti      | deset |

## Příklad
Otčenáš v orknejské nornštině:

Favor i ir i chimrie,

Helleur ir i nam thite,

gilla cosdum thite cumma,

veya thine mota vara gort

o yurn sinna gort i chimrie,

ga vus da on da dalight brow vora

Firgive vus sinna vora

sin vee Firgive sindara mutha vus,

lyv vus ye i tumtation,

min delivera vus fro olt ilt, Amen.
Otčenáš v shetlandské nornštině:

Fy vor or er i Chimeri.

Halaght vara nam dit.

La Konungdum din cumma.

La vill din vera guerde

i vrildin sindaeri chimeri.

Gav vus dagh u dagloght brau.

Forgive sindorwara

sin vi forgiva gem ao sinda gainst wus.

Lia wus ikè o vera tempa,

but delivra wus fro adlu idlu.

For do i ir Kongungdum, u puri, u glori, Amen